# Саммертаун (Джорджія)
Саммертаун (англ. Summertown) — місто (англ. city) в США, в окрузі Емануель штату Джорджія. Населення — 121 особа (2020).

## Географія
Саммертаун розташований за координатами 32°44′43″ пн. ш. 82°16′37″ зх. д. / 32.74528° пн. ш. 82.27694° зх. д. (32.745239, -82.276859).  За даними Бюро перепису населення США в 2010 році місто мало площу 2,05 км², з яких 2,04 км² — суходіл та 0,01 км² — водойми.

## Демографія
Згідно з переписом 2010 року, у місті мешкало 160 осіб у 56 домогосподарствах у складі 41 родини. Густота населення становила 78 осіб/км².  Було 67 помешкань (33/км²).
Расовий склад населення:
| - 60,0 % — білих - 37,5 % — чорних або афроамериканців |

До двох чи більше рас належало 2,5 %. Частка іспаномовних становила 0,0 % від усіх жителів.
За віковим діапазоном населення розподілялося таким чином: 30,0 % — особи молодші 18 років, 60,0 % — особи у віці 18—64 років, 10,0 % — особи у віці 65 років та старші. Медіана віку мешканця становила 35,5 року. На 100 осіб жіночої статі у місті припадало 102,5 чоловіків;  на 100 жінок у віці від 18 років та старших — 107,4 чоловіків також старших 18 років.
Середній дохід на одне домашнє господарство  становив 42 134 долари США (медіана — 40 313), а середній дохід на одну сім'ю — 43 765 доларів (медіана — 41 563). За межею бідності перебувало 26,3 % осіб, у тому числі 30,4 % дітей у віці до 18 років та 5,6 % осіб у віці 65 років та старших.
Цивільне працевлаштоване населення становило 77 осіб. Основні галузі зайнятості: освіта, охорона здоров'я та соціальна допомога — 19,5 %, будівництво — 16,9 %, мистецтво, розваги та відпочинок — 14,3 %, роздрібна торгівля — 13,0 %.